# فرانسوا-لویز دو وارنس
فرانسوا-لویز دو وارنس (انگلیسی: Françoise-Louise de Warens; ۳۱ مارس ۱۶۹۹ – ۲۹ ژوئیهٔ ۱۷۶۲) با نام اصلی Louise Éléonore de la Tour du Pil، همچنین به نام مادام دو وارنس یک بانوی نیکوکار و تا مدتی معشوقهٔ فیلسوف و نویسنده ژان ژاک روسو بود.
وارنز در ووه در یک خانوادهٔ پروتستان سوئیسی که به آنسی فرانسه مهاجرت کرده بودند به دنیا آمد، اما در سال ۱۷۲۶ یک کاتولیک رومی شد تا بتواند حقوق بازنشستگی کلیسا را دریافت کند؛ حقوقی که برای افزایش و گسترش کاتولیک رومی در نزدیکی ژنو، که در آن زمان سنگر پروتستان بود، وضع شده بود.
او به‌نسبت برای زنی در آن زمان، یک زندگی لیبرالی داشته‌است. او ازدواج خود با م. دو وارنس «M. de Warens» را در سال ۱۷۲۶ پس از شکست تجاری در یک تجارت پوشاک، باطل کرد. روسو برای اولین بار او را در یکشنبه نخل ۱۷۲۸ ملاقات کرد. گفته می‌شد که او جاسوس و تبدیل کننده منطقهٔ ساوی بود که در آن زمان بخشی از پادشاهی ساردنی بود. اگرچه وارنس در اصل معلم روسو بود، اما پس از آن که با روسو آشکارا رابطه در امور عشقی و «صمیمیت» را آغاز کرد، آنها نامزد جنسی شدند.
فرانسوا لوئیز دو وارنس در سال ۱۷۶۲ در شامبری در فقر درگذشت؛ درگذشتی که روسو تا شش سال بعد از آن آگاه نشد؛ آنگونه که روسو در اعترافات خود رابطه خود با او را شرح می‌دهد.

## از دیدگاه متفاوت متن فرانسوی

پورترهٔ مادام فرانسوا لوئیز دو وارنس، پاریس ۱۷۳۰، نقاشی رنگ روغن اثر نیکلاس دو لارژیلیر

فرانسوا لوئیز دو وارنس بانویی سوئیسی٬اشراف‌زاده، سازنده، جستجوگر رگه‌های معدن، نامه‌نویس، جاسوس و آزاده است.
او پس از مرگ پدرش در Domaine des Bassets توسط عمه‌هایش که به جنبش Pietist تعلق داشتند، در محیطی بی‌نظیر بزرگ شد. او، آن‌گونه که بعداً برای ژان ژاک روسو بازگو کرد دوران کودکی شگفت‌انگیزی را در آنجا گذراند. هنگامی که عمه‌اش لوئیز درگذشت، او را به عنوان یک وارث ثروتمند به مدرسه شبانه‌روزی فرستادند تا آموزش دقیقی ببیند. سپس در سال ۱۷۱۳ توسط سرپرستانش در سن ۱۴ سالگی با سباستین-ایزاک دی لویز با مهریه ۳۰۰۰۰ پوندی ازدواج کرد.
او یک کارخانهٔ ابریشم و کیک تأسیس کرد و در سال ۱۷۲۶ از ووی با قایق به اِویان گریخت تا خود را تحت حمایت دوک ساووی و پادشاه ساردینی ویکتور آمادئوس دوم قرار دهد. او در پایان مراسم به احترام پادشاه خود را به پای او می‌اندازد که این کار یک شبه او را مشهور می‌کند. پس از گرویدن به مذهب کاتولیک و بعد از ترک ایمان پروتستانی، در شامبری، ژان ژاک روسو را که در آن زمان ۱۵ سال داشت و از ژنو فرار کرده بود، در ملک خود شارمت پذیرا شد. او نزدیک به ۱۴ سال محافظ او شد و از تحصیلات موسیقی و ادبی و آیندهٔ او اطمینان حاصل کرد. او همچنین در سال ۱۷۳۲ هنگامی که با منشی وی کلود آنت که به دنبال او به تبعید در ایویان آمده بود، ارتباط عشقی با او آغاز کرد. مادام دو وارنس با شخصیت ژولی در رمان معروف خود La Nouvelle Héloïse و همچنین دهمین و آخرین نامه اعترافات روسو الهام گرفت. وقتی کلود آنت درگذشت، روسو منشی او شد.
در بدو ورود به ساوی، او به عنوان جاسوس در خدمت پادشاه ساردینی استخدام شد و مأموریت‌های ظریفی را انجام داد که در آن به تورین گزارش داد. او پس از رهبری و رونق یک مزرعه کشاورزی، حسادت و آزار همسایگانش را برانگیخت؛ قصد ایجاد یک باغ گیاه‌شناسی سلطنتی در شامبری، تا کلود آنت را که علاقهٔ زیادی به گیاه‌درمانی دارد، استخدام کند. او در طول زندگی خود به‌طور فعال در پروژه‌های تجاری و کشاورزی شرکت داشت. بین سال‌های ۱۷۴۷ و ۱۷۵۷، او شرکت‌های استخراج معدن و صادرات زغال‌سنگ را به همراه همراهش ژان ساموئل وینتزنرید و همچنین یک کارخانه سفال‌سازی در توده مونت‌بلان تأسیس کرد.
در ۲۹ ژوئیه ۱۷۶۲، او به دلیل ناکامی‌های متوالی‌اش در کسب و کارهای سفالگری و معدن با تاجرش ژان دانل، در شامبری، در فقر و از پا فتادگی درگذشت.